# Numb Nuts
Numb Nuts  è un album del gruppo punk rock inglese Snuff, pubblicato il 21 marzo 2000 dalla casa discografica Fat Wreck Chords.

## Tracce
1. Pixies – 2:15
2. Yuki – 2:20
3. SQII – 2:35
4. Marbles – 2:28
5. Numb Nuts – 2:23
6. Reach – 1:52
7. Another Wet Weekend at the Tundra Theme Park – 2:21
8. EFL vs. Concrete – 2:31
9. Fuck Off – 0:35
10. Chalk Me Down for More – 1:43
11. It's a Long Way Down – 2:34
12. Romeo & Juliet – 2:11
13. Soup of the Day – 1:46
14. Hilda Ogden and the Thick Plottens – 2:00
15. Sweet Days – 1:49
16. Cake – 0:07

## Formazione
- Duncan Redmonds - voce, batteria
- Loz Wong - chitarra
- Lee Batsford - basso
- Dave Redmonds - trombone
- Lee Murphy - hammond